# Stylochus oculiferus
Stylochus oculiferus är en plattmaskart. Stylochus oculiferus ingår i släktet Stylochus och familjen Stylochidae. Inga underarter finns listade i Catalogue of Life.